# یواس‌اس ویتنی (ای‌دی-۴)
یواس‌اس ویتنی (ای‌دی-۴) (به انگلیسی: USS Whitney (AD-4)) یک کشتی بود که طول آن ۴۸۳ فوت ۹ اینچ (۱۴۷٫۴۵ متر) بود. این کشتی در سال ۱۹۲۳ ساخته شد.